# Кіс (округ Сімаррон, Оклахома)
Кіс (англ. Keyes) — місто (англ. town) в США, в окрузі Сімаррон штату Оклахома. Населення — 276 осіб (2020).

## Географія
Кіс розташований за координатами 36°48′28″ пн. ш. 102°15′7″ зх. д. / 36.80778° пн. ш. 102.25194° зх. д. (36.807685, -102.251844).  За даними Бюро перепису населення США в 2010 році місто мало площу 0,97 км², уся площа — суходіл.

## Демографія
Згідно з переписом 2010 року, у місті мешкали 324 особи в 131 домогосподарстві у складі 88 родин. Густота населення становила 334 особи/км².  Було 234 помешкання (242/км²).
Расовий склад населення:
| - 94,1 % — білих - 0,6 % — корінних американців - 0,3 % — азіатів - 2,8 % — осіб інших рас |

До двох чи більше рас належало 2,2 %. Частка іспаномовних становила 14,2 % від усіх жителів.
За віковим діапазоном населення розподілялося таким чином: 26,2 % — особи молодші 18 років, 53,1 % — особи у віці 18—64 років, 20,7 % — особи у віці 65 років та старші. Медіана віку мешканця становила 43,0 року. На 100 осіб жіночої статі у місті припадало 101,2 чоловіків;  на 100 жінок у віці від 18 років та старших — 99,2 чоловіків також старших 18 років.
Середній дохід на одне домашнє господарство  становив 48 623 долари США (медіана — 36 250), а середній дохід на одну сім'ю — 62 557 доларів (медіана — 62 250). Медіана доходів становила 38 333 долари для чоловіків та 40 781 долар для жінок. За межею бідності перебувало 11,3 % осіб, у тому числі 17,6 % дітей у віці до 18 років та 0,0 % осіб у віці 65 років та старших.
Цивільне працевлаштоване населення становило 122 особи. Основні галузі зайнятості: освіта, охорона здоров'я та соціальна допомога — 41,0 %, сільське господарство, лісництво, риболовля — 26,2 %, роздрібна торгівля — 9,0 %, виробництво — 7,4 %.